# Mitsuko Mito
Mitsuko Mito (水戸光子?, Mito Mitsuko; Fukushima, 23 marzo 1919 – 5 aprile 1981) è stata un'attrice giapponese.

## Biografia
Nativa della prefettura di Fukushima, entrò nel mondo del cinema da adolescente.
Apparve in oltre 170 film tra il 1935 e il 1973.

## Filmografia parziale
- C'era un padre (Chichi ariki, 父ありき), regia di Yasujirō Ozu (1942)
- Il mio amore brucia (Waga koi wa moenu, わが恋は燃えぬ), regia di Kenji Mizoguchi (1949)
- Genji monogatari (源氏物語), regia di Kōzaburō Yoshimura (1951)
- Hibari no komoriuta (ひばりの子守唄), regia di Kōji Shima (1951)
- Nadare (雪崩), regia di Kaneto Shindō (1952)
- Daibutsu kaigen (大仏開眼), regia di Teinosuke Kinugasa (1952)
- I racconti della luna pallida d'agosto (Ugetsu monogatari, 雨月物語), regia di Kenji Mizoguchi (1953)
- Samurai I: Musashi Miyamoto (Miyamoto Musashi, 宮本 武 蔵), regia di Hiroshi Inagaki (1954)
- Zoku Miyamoto Musashi - Ichijōji no kettō (続宮本武蔵 一乗寺の決闘), regia di Hiroshi Inagaki (1955)
- Kanashimi wa onna dakeni (悲しみは女だけに), regia di Kaneto Shindō (1958)
- Ruten no ouhi (流転の王妃), regia di Kinuyo Tanaka (1960)